# Pałtijel Kacenelson
Pałtijel M. Kacenelson, ros. Палтиель M. Каценельсон (ur. 27 lutego?/10 marca 1896 w Połocku, zm. ?) – rosyjski, a następnie emigracyjny poeta, pisarz i publicysta.
Z pochodzenia był Żydem. Ukończył szkołę realną w Pskowie. Następnie studiował na wydziale elektrotechnicznym na uniwersytecie w Turynie. Po powrocie do Rosji kontynuował studia na wydziale prawniczym na uniwersytecie w Sankt Petersburgu. Od 1912 pisał wiersze i opowiadania, a także artykuły literackie w prasie rosyjskiej. Podczas rosyjskiej wojny domowej przybył do Polski. Zamieszkał w Warszawie. Kontynuował twórczość literacką. W 1929 r. zdobył drugą nagrodę w konkursie literackim zorganizowanym przez Związek Pisarzy i Dziennikarzy Rosyjskich w Polsce. W 1930 zajął trzecie miejsce za zbiór wierszy. Pisał artykuły do gazety „Za swobodu!” i czasopisma „Uties”. Następnie przeniósł się do Wilna, gdzie wszedł w skład grupy literackiej „Wspólnota poetów”. Jego artykuły ukazywały się w miejscowych gazetach „Wriemia”, „Nasze wreimia”, „Nasza żyzń”. W 1930 r. jego wiersze opublikowano w  lwowskim „Zbiorze poetów rosyjskich w Polsce”, zaś w 1937 r. warszawskiej „Antologii poezji rosyjskiej w Polsce”. Po zajęciu przez Armię Czerwoną Wilna jesienią 1939, podjął współpracę z Sowietami. W listopadzie 1940 opublikował kilka utworów poetyckich w piśmie „Nowaja żyzń”. Dalsze jego losy są nieznane.